# Палм-Айленд (остров, Аруба)
Палм-Айленд (англ. Palm Island) — небольшой частный остров недалеко от Арубы, Королевство Нидерландов, выступающий в качестве туристической достопримечательности.
Остров находится в 5 минутах езды на пароме от Арубы. Остров имеет небольшой пляж и аквапарк.
Пляжная зона простирается на небольшое расстояние в океан. Для безопасности отдыхающих был установлен запрет на плавание на дальние расстояния.
Сноркелинг является одним из основных направлений деятельности на острове, так как многие из видов рыб Арубы обитают здесь, в том числе голубая рыба-попугай. Запрещается ловить рыбу или убивать любых диких животных с острова. Благодаря этому строгому правилу, рыбы, плавающие на мелководье, плавают около людей и не боятся их.